# Prunus caroliniana
Prunus caroliniana — вид квіткових рослин із підродини мигдалевих (Amygdaloideae).

## Біоморфологічна характеристика
Це кущ чи дерево, 40–120 дм, без шипів. Гілочки голі. Листки стійкі; ніжка 5–8 мм, гола, залозиста; пластинка від вузько-еліптичної до еліптичної чи зворотно-ланцетної форми, 5–10 × 1.5–4 см, краї цілі чи шипувато-пилчасті, іноді хвилясті, зубці гострі, залозисті, вершина зазвичай від гострої до коротко-загостреної, іноді тупо-шпилястої форми, поверхні голі. Суцвіття 12–30-квіткові, китицеподібні. Квіти розпускаються до появи листя; гіпантій 2.5–3 мм, зовні голий; чашолистки розпростерті, напівкруглі, 0.5–1 мм, краї зазвичай цілі, іноді залозисто-зубчасті, поверхні голі; пелюстки білі, від майже округлих до еліптичних, 1–1.5 мм. Кістянки чорні, яйцеподібні, 9–12 мм, голі; мезокарпій шкірястий; кісточки яйцеподібні, не сплощені. 2n = 32. Цвітіння: лютий–квітень; плодоношення: травень–листопад.

## Поширення, екологія
Ареал: США (Алабама, Арканзас, Флорида, Джорджія, Луїзіана, Міссісіпі, Північна Кароліна, Південна Кароліна, Техас). Населяє днища струмків, зарості, лісисті височини, приморські ліси, натуралізується в міських лісистих місцевостях; 0–200 м.

## Використання
Вид довгий час був декоративним деревом і ландшафтним кущем для живоплоту в садах у багатьох частинах атлантичних штатів Сполучених Штатів. Його часто використовують у місцевостях, де потрібне міцне широколисте вічнозелене дерево скромних розмірів.
З листя можна отримати зелений барвник. З плодів можна отримати барвник від темно-сірого до зеленого. Деревина тверда, важка, міцна, дрібнозерниста, хорошої якості, хоча дерева рідко бувають достатньо великими.

## Токсичність
Листя та гілки містять велику кількість ціаногенних глікозидів, які при пошкодженні розпадаються на ціаністий водень, що робить його потенційно токсичним для худоби та дітей. Завдяки цьому він вважається високостійким до оленів.

## Галерея

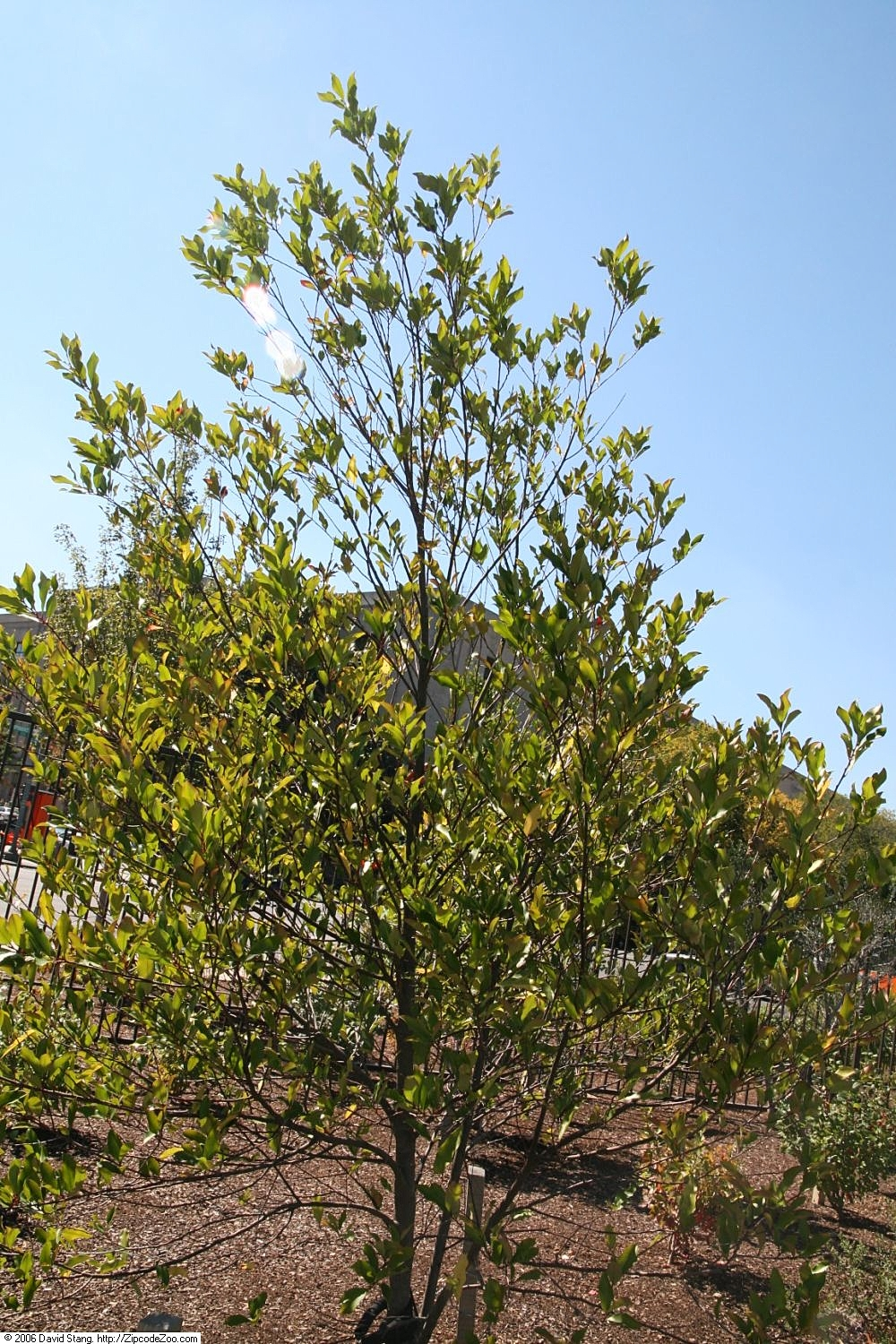
дерево
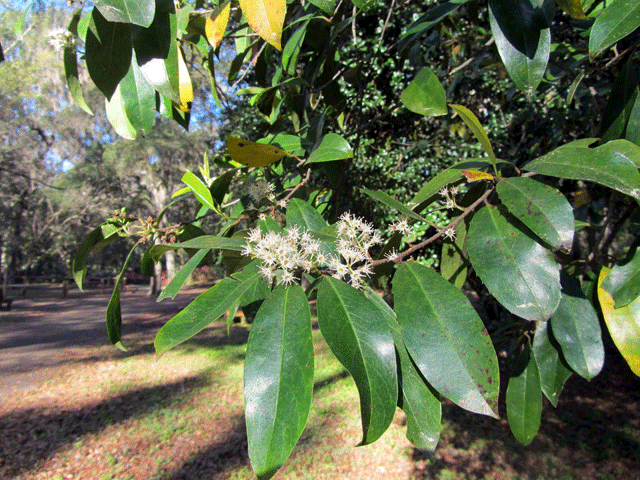
гілка з листками й квітками
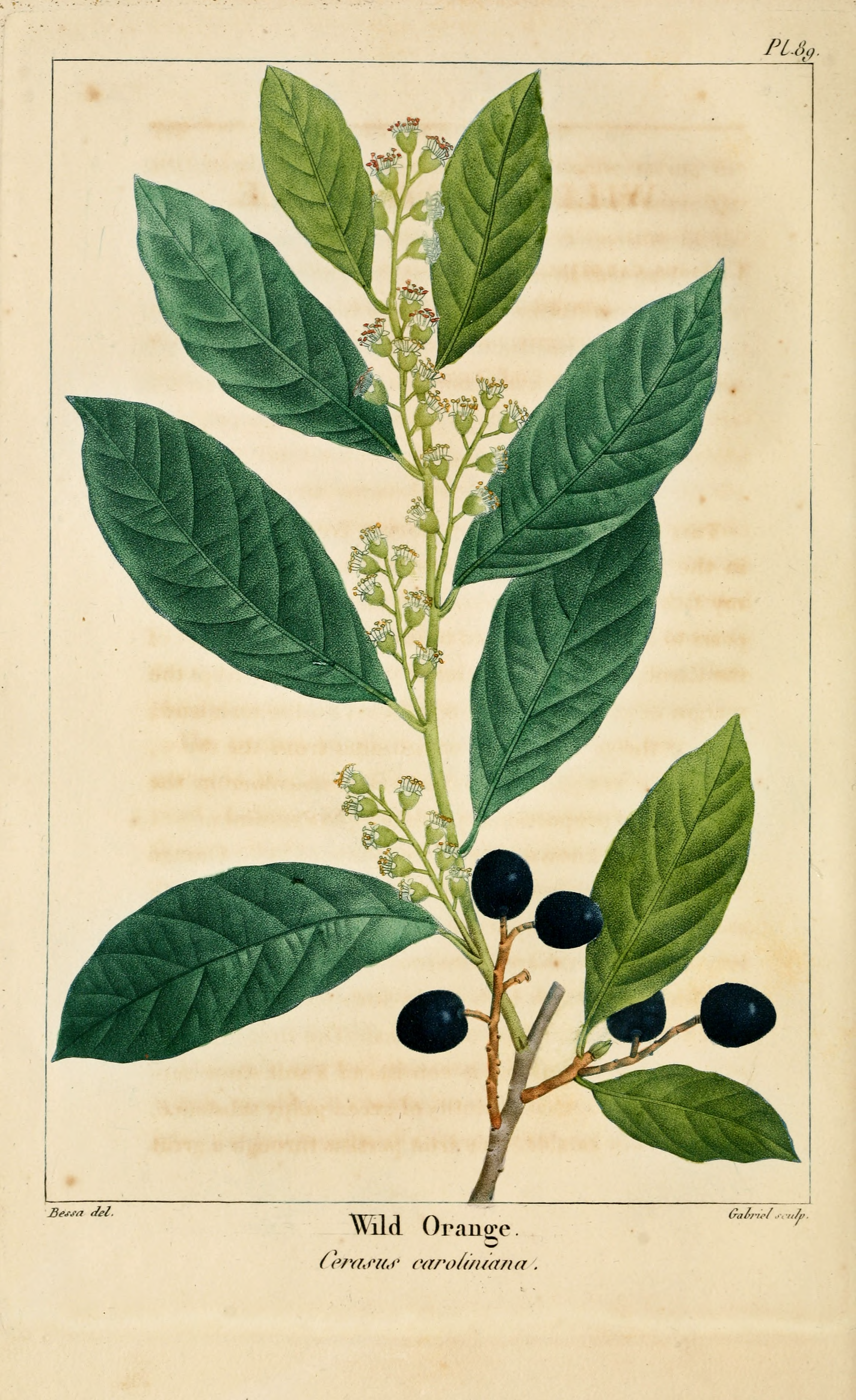
ілюстрація